# Alexander Wilson
Alexander Wilson (Paisley, 6 de julio de 1766-Filadelfia, 23 de agosto de 1813) fue un poeta, naturalista, ornitólogo e ilustrador estadounidense de origen escocés.

## Biografía
Wilson nació en Paisley (Escocia), hijo de un destilador analfabeto. En 1779 se convirtió en aprendiz de tejedor. Su principal interés en esta etapa fue la poesía y sus poemas sobre el maltrato que recibían los tejedores de sus patrones le ocasionaron algunos problemas con las autoridades.
En mayo de 1794, Wilson dejó Escocia con su sobrino buscando una vida mejor en América. Wilson obtuvo un puesto como maestro en Milestown, cerca de Filadelfia. 
En 1801 dejó Milestown y encontró otro puesto de maestro en Gray's Ferry, Pensilvania y pasó a vivir en Kingsessing. Fue allí donde conoció al famoso naturalista William Bartram quien le despertó el interés por la ornitología. 
En 1802 Wilson decidió publicar un libro de ilustraciones de todas las aves de Estados Unidos. Con este objetivo, realizó muchos viajes, observando y pintando aves y recogiendo suscriptores para su libro. El resultado fueron los nueve volúmenes de American Ornithology (1808-1814), que incluían ilustraciones de 268 especies de aves, 26 de las cuales no se habían descrito previamente. Wilson murió durante la redacción del noveno volumen, que fue completado por un amigo, George Ord, después de su muerte.
Wilson es considerado en la actualidad como el mayor ornitólogo estadounidense anterior a Audubon. Puede que el encuentro de Wilson con Audubon en Louisville (Kentucky) en 1810 inspirara al joven a realizar su propio libro de ilustraciones.
Varias especies de aves llevan su nombre, incluyendo el paíño de Wilson (Oceanites oceanicus), chorlo marítimo (Charadrius wilsonia), reinita gorrinegra (Wilsonia pusilla). Un género zoólogico del orden de los passeriformes, Wilsonia, fue nombrado en su honor por Charles Lucien Bonaparte.

## Abreviatura (zoología)
La abreviatura Wilson  se emplea para indicar a Alexander Wilson como autoridad en la descripción y taxonomía en zoología.